# Megachile rhodesica
Megachile rhodesica är en biart som beskrevs av Cockerell 1920. Megachile rhodesica ingår i släktet tapetserarbin, och familjen buksamlarbin. Inga underarter finns listade i Catalogue of Life.